# Chinesisch-indische Beziehungen
Als chinesisch-indische Beziehungen werden die bilateralen Beziehungen zwischen der Volksrepublik China und der Republik Indien bezeichnet. Kulturelle, wirtschaftliche und politische Beziehungen zwischen dem indischen Subkontinent und dem chinesischen Kulturraum reichen bis in die Antike zurück. Die modernen Beziehungen zwischen den beiden Ländern begannen 1950, als Indien die formalen Verbindungen mit der Republik China (Taiwan) beendete und die Regierung der VR China als legitimierte Regierung Chinas akzeptierte.

## Geschichte der chinesisch-indischen Beziehungen
Die Geschichte der chinesisch-indischen Beziehungen reicht zurück bis ins 2. Jahrhundert vor Chr. Die Seidenstraße diente als Transportweg für den Austausch von Gütern, Waren und Gedankengut. Im 1. Jahrhundert nach Chr. wurde der Buddhismus von Indien nach China überliefert.

### Überlieferung des Buddhismus von Indien nach China
Die Ursprünge des chinesischen Buddhismus sind in das alte Indien zurückzuführen. Vom 3. bis 7. Jahrhundert entwickelte sich der Buddhismus in China zu einer einflussreichen Religion. Die ersten Vermittler des Buddhismus waren Händler und Handwerker, die entlang der Seidenstraße ihren Glauben von Indien bis nach China trugen. Die chinesische Tang-Dynastie (581–907) wird als Blütezeit des Buddhismus angesehen. Die Denkweisen und die Kunst wurden durch den Buddhismus beeinflusst, wie zum Beispiel die Techniken der Malereien und der Gandhara-Kunst.
In Indien wurde der Buddhismus vom Hinduismus abgelöst. Aktuell leben in China mit 6,1 Prozent mehr Buddhisten als in Indien mit 0,8 Prozent. In China existieren etwa 20.000 buddhistische Tempel und mehrere buddhistische Klöster, sowie rund 200.000 buddhistische Mönche.

## Politische Beziehungen
In den politischen Beziehungen zwischen Indien und China sorgt der seit Jahrzehnten andauernde Grenzkonflikt im Himalaya für Misstrauen auf beiden Seiten. Im Jahr 1962 eskalierten die Streitigkeiten in einem einmonatigen, durch China ausgelösten, Grenzkrieg. Im April 2013 kam es zu einer ernsthaften Krise der beiden Länder, als chinesische Truppen auf indisches Staatsgebiet vordrangen und ein Militärlager errichteten.
Generell geht es der KP Chinas um die Eindämmung Indiens, das neben Japan als größter Rivale beim Machtkampf in Asien gesehen wird. In diesem Zusammenhang unterstützte Peking sowohl das pakistanische als auch das nordkoreanische Atomprogramm, um regionale Gegengewichte zu Indien und Japan zu schaffen. Um Neu-Delhi unter Druck zu setzen, greift Peking neben der Instrumentalisierung des Grenzkonflikts im Himalaya vermehrt auf Cyberattacken zurück oder ändert Flussläufe von grenzüberschreitenden Wasserstraßen.

### Grenzkonflikte

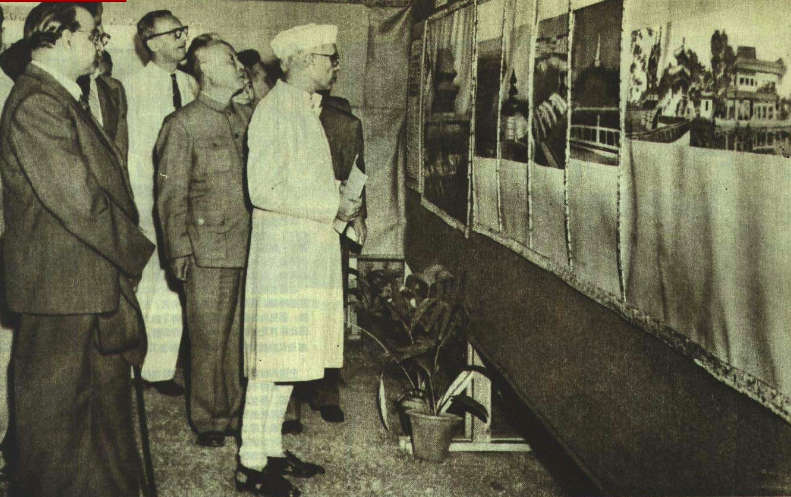
Jawaharlal Nehru bei dem Besuch einer chinesischen Delegation in Indien 1951

Als die Briten sich Ende der 1940er Jahre aus Indien zurückzogen und Indien die Unabhängigkeit erlangte, hinterließen sie von ihnen willkürlich gesetzte Grenzen, wie die McMahon-Linie. Seit Jahrzehnten herrscht über den genauen Verlauf der rund 3500 Kilometer langen Grenze Uneinigkeit, was für zahlreiche Konflikte sorgte, wie zum Beispiel zum Indisch-chinesischen Grenzkrieg von 1962. Der zu dieser Zeit amtierende indische Minister für auswärtige Angelegenheiten Jawaharlal Nehru versuchte, in den Auseinandersetzungen zu beschwichtigen, aber es kam trotzdem zu Konflikten um Tibet, das eine geographische und politische Pufferzone für die beiden Staaten darstellt.

#### Grenzkrieg vom 20. Oktober 1962 und nachfolgende Grenzkonflikte
Am 20. Oktober 1962 griff China Indien aufgrund der ungeklärten Grenzen an. Auf diesen Krieg war Indien nicht vorbereitet. Zwar dauerte er nur einen Monat, aber die Beziehungen beider Länder verschlechterten sich dadurch in den 1960er- und 1970er-Jahren und sind seither von Misstrauen geprägt. Die damalige Sowjetunion unterstützte Indien in diesem Krieg, was zur weiteren Verschlechterung der schon angespannten Beziehung zwischen China und der damaligen Sowjetunion führte. China wandte sich dem indischen Feind Pakistan zu.
1971 schloss Indien einen Friedens-, Freundschafts- und Kooperationsvertrag mit dem ehemaligen chinesischen Verbündeten, der Sowjetunion. Im Gegenzug schloss China einen Vertrag mit Indiens Feind Pakistan. Ebenfalls im Jahr 1971 trat China den Vereinten Nationen bei und wurde im Gegensatz zu Indien, das ein Jahr später den Vereinten Nationen beitrat, Ständiges Mitglied im Sicherheitsrat mit Veto-Recht.
Ab den 1990er-Jahren verbesserte sich die Beziehung durch Staatsbesuche, bis es 1993 zu einem Grenzabkommen kam, das einen Waffenstillstand zwischen den beiden Nationen besiegeln sollte. Als 2019 Indien dem Kashmir (zu dem auch der teilweise von China beanspruchte Ladakh gehört) den Autonomiestatus absprach, intervenierte China dagegen vor dem Sicherheitsrat der Vereinten Nationen.
Im Mai 2020 kam es zu ersten Zwischenfällen von Militärs beider Staaten in der Grenzregion Sikkim. Der Grenzkonflikt eskalierte, als am 15. Juni 2020 in Ladakh eine tödliche Schlägerei zwischen indischen und chinesischen Soldaten ausbrach. Dabei starben nach Angaben der indischen Streitkräfte mindestens 20 indische Soldaten. Laut dem indischen öffentlich-rechtlichen Fernsehen Doordarshan und mehreren anderen indischen Nachrichtenagenturen (darunter Press Trust of India und Asian News International) wurden bei dem Kampf auch 43 chinesische Soldaten getötet oder verletzt. Das indische Militär erklärte ferner, ranghohe Militärvertreter der beiden Streitkräfte träfen sich, um die Situation zu entschärfen. Kurz darauf sperrte Indien mehrere chinesische Apps, darunter das in Indien beliebte TikTok.

### Konflikt um Wasserressourcen
Ein enormes Konfliktpotential hat die Wasserversorgung beider Länder. Indiens Wasserversorgung wird unter anderem durch den Brahmaputra gewährleistet, der im Himalaya auf chinesischem Territorium entspringt. Der chinesische Wasserbedarf stieg in den letzten Jahren durch die Dürre im Nordosten des Landes und das steigende Wirtschaftswachstum. Das ambitionierte Süd-Nord-Wassertransferprojekt, bei dem China Wasser aus der Himalaya-Region Richtung Peking leitet, und der Bau von Wasserkraftwerken entlang des Brahmaputra führen zu Wasserknappheit in Bangladesch und Indien, so dass sich Konflikte abzeichnen.

### Internationale Klimapolitik
Indien und China tragen als Großmächte Asiens in hohem Maße zum anthropogenen Treibhauseffekt bei, da sie auf Grund ihrer hohen Einwohnerzahlen beim Energieverbrauch an der Weltspitze liegen. China belegte mit jährlichen Emissionen von 6,1 Milliarden Tonnen im Jahr 2016 Rang eins vor den USA, Indien Rang drei. Beide Länder leiden unter einer enormen Luftverschmutzung, so dass sie sich gezwungen sehen, in diesem Bereich zu kooperieren. Beim Klimagipfel im Dezember des Jahres 2015 setzte sich Indien zwar geringere Ziele als China, in dem es die Treibhausgase nicht reduzieren wollte, aber beide Länder sprachen sich für einen völkerrechtlich verbindlichen Vertrag aus. Nachdem die USA und China den Vertrag des Klimagipfels 2015 von Paris ratifiziert hatten, fehlte nur noch Indien als drittgrößter Verursacher von Kohlendioxidemissionen. Am 2. Oktober 2016 willigte auch Indien ein. Durch Indiens Ratifizierung wurde ein wichtiger Schritt getan, um das erste global verbindliche Klimaabkommen zu schließen.

### Trilaterale Beziehungen
Seit der Gründung der unabhängigen Staaten China und Indien in den Jahren 1950 und 1949, waren die Sowjetunion und später Russland wesentlich an der Entspannungspolitik zwischen den beiden Nationen beteiligt. 1971, als sich während des Dritten Indisch-Pakistanischer Krieges die Beziehungen zwischen den beiden Ländern wesentlich verschlechterten, konterte die Sowjetunion mit einem Indisch-russischen Freundschaftsvertrag. Auch nach der Auflösung der Sowjetunion 1989 war Russland weiterhin an guten Beziehungen zwischen China und Indien interessiert. 1996 und 2001 wurden weitere Friedensverträge unterzeichnet, die als Ziel eine positive Beziehung zwischen China und Indien erwähnten. Im Dezember 2020 setzte sich Russland auf der 12. Konferenz der BRICS-Staaten wieder für eine Einigung von China und Indien ein, um die Grenzkonflikte beizulegen und eine konstruktive Beziehung zur Bekämpfung der COVID-19-Pandemie herzustellen.

## Bilaterale Wirtschaftsbeziehungen
Seit Beginn des 21. Jahrhunderts gelten China und Indien mit jährlichen Zuwachsraten des Bruttoinlandsprodukts von 5 % bis 10 % und darüber als Zukunftsmärkte. Beide sind Mitglied der sogenannten BRICS-Staaten, die zu den aufstrebenden Volkswirtschaften zählen.
Indiens Wirtschaft hatte im Jahr 2016 ein Wirtschaftswachstum von 7,62 % des Bruttoinlandsprodukts, im Jahr 2023 von 8,15 %. In denselben Jahren wuchs Chinas Wirtschaft nur um 6,59 % (2016) bzw. 5,2 % (2023); damit ging das Wachstum der Wirtschaftsleistung signifikant zurück. In den vergangenen Jahren haben sich China und Indien vor allem im wirtschaftlichen Bereich als Partner schätzen gelernt. Beide Staaten hoffen auf den sich dynamisch entwickelnden Warenaustausch beider Ländern, der ihnen zu weiterem Wirtschaftswachstum verhelfen könnte. China ist zu einem der größten Wirtschaftspartner Indiens aufgestiegen. Das bilaterale Handelsvolumen hat sich von 2000 bis 2012 mehr als verzwanzigfacht.
Jedoch fühlt sich Indien durch die wirtschaftliche Macht Chinas und die sogenannte „Perlenketten“-Strategie, bei der China mit Nachbarländern Indiens wirtschaftliche Kooperationen eingeht und es dadurch umzingelt, bedroht. In den letzten Jahren konnte allerdings eine pragmatische Normalisierung der Beziehungen zwischen China und Indien beobachtet werden.

### Wirtschaftlicher Vergleich von China und Indien
China und Indien werden in wirtschaftlicher Hinsicht häufig miteinander verglichen. Beide Staaten besitzen die mit Abstand größten Bevölkerungen der Welt. Das Wachstumspotential und die Absatzmärkte für den globalen Handel sind enorm, die Arbeitskraftmärkte billig.
Im Vergleich scheint Indien sich als Standort für Investitionen und Auslagerungen (Outsourcing) attraktiver als China zu positionieren, da es eine Mischung aus freiheitlichem Diskussionsklima, billigen Arbeitskräften und Englisch als Verkehrssprache bietet. China hingegen bleibt ein autoritärer Staat, dessen Arbeitskräfte teurer werden. Allerdings müsste Indien seine Infrastruktur verbessern, denn Verkehrswege und Stromnetze sind bereits heute überlastet. Durch Auslandskapitalbezüge wäre die Finanzierung von Infrastrukturprojekten denkbar, aber dafür müsste sich die indische Wirtschaft stärker für Auslandsinvestitionen öffnen.